# シャドウ (バンド)
シャドウ（Shadow）は、日本の大阪府で結成された、メロディックデスメタルバンド。フィンランドのスパインファーム・レコードのレーベル（スパイクファーム・レコード）と契約を交わした初めての日本のバンドである。

## 略歴
1993年にベーシストの久保吉雄（Yoshio "Cain" Kubo）を中心に結成。1996年にギタリストの住元雄一（Yuichi Sumimoto）、続いてドラマーが加入。その後、住元の友人でギタリストの岡田晋一郎（Shinichiro Okada）が加入。リハーサルを開始するが、数ヶ月後ドラマーが脱退し、榎本満広（Mitsuhiro Enomoto）が代理メンバーを経て正式加入。
ボーカリスト未定だったがYama Darkblazeがセッション参加して、デモテープ『Promo-98』をリリースする。そのデモが、スパイクファーム・レコードのサミ・テネッツ（Thy Serpentのメンバー）に見出される。サミからの追加のデモ送付の要望を受け、別のデモをサミの元に送付。そのデモによって、2000年にスパイクファーム・レコードと契約。契約時点は正式ボーカリストは不在であった。
契約後、正式ボーカリストの嶋本斎子（Tokiko Shimamoto）が加入。2001年に、1stアルバム『Shadow』をリリースしデビューした。同アルバムは、日本でもアヴァロン・レーベルから日本盤がリリースされた。
1stアルバムリリース後の2001年秋に、岡田晋一郎が脱退し、別のギタリストが加入した。そして、2ndアルバムのレコーディングに取り掛かった。しかし、レコーディング前にこのギタリストが脱退してしまう。更に別の様々な要因も重なり、レコーディングは中々進まなかった。2008年になって2ndアルバム『Forever Chaos』をリリースした。
2010年に、ドラマーの榎本満広が脱退。
バンドは、現在リードギタリストと、ドラマーを募集している。

## メンバー

### 現メンバー
- 嶋本斎子 (Tokiko Shimamoto) - ボーカル
- 住元雄一 (Yuichi Sumimoto) - ギター
- 久保吉雄 (Yoshio "Cain" Kubo) - ベース

### 旧メンバー
- 岡田晋一郎 (Shinichiro Okada) - ギター
- 榎本満広 (Mitsuhiro Enomoto) - ドラム
Cataplexyでも活動している。
- 他にギタリスト1名とドラマー1名が一時参加していた。

### セッションメンバー
- Yama Darkblaze[2] [出典無効]- ボーカル

デモテープ『Promo-98』に参加。
Ethereal Sinで活動。

## ディスコグラフィ

### アルバム
- 2001年 Shadow
- 2008年 Forever Chaos

### デモ
- 1998年 Promo-98